# Otakebi Boy Wao! / Tomodachi wa Tomodachi Nanda!
Singles de Berryz Kōbō
Watashi no Mirai no Danna-sama
(2009) Maji Bomber!!
(2010)
Otakebi Boy Wao! / Tomodachi wa Tomodachi Nanda! (雄叫びボーイ WAO! / 友達は友達なんだ!) est le 22e single du groupe de J-pop Berryz Kōbō.

## Présentation
Le single, écrit et produit par Tsunku, sort le 3 mars 2010 au Japon sur le label Piccolo Town. Il atteint la 3e place du classement Oricon. C'est alors le meilleur classement d'un single du groupe, bien qu'il se vende moins bien que Dschinghis Khan et Watashi no Mirai no Danna-sama / Ryūsei Boy sortis auparavant. Il sort également dans trois éditions limitées avec des pochettes différentes, notées "A" et "B" avec chacune en supplément un DVD différent, et "C" avec en supplément une carte de collection de la série anime Inazuma Eleven. Seul le titre Otakebi Boy Wao! sort aussi au format "single V" (DVD contenant le clip vidéo) une semaine après.
Comme les deux précédents, c'est un single "double-face A" contenant deux chansons principales et leurs versions instrumentales. Les deux chansons figureront sur le sixième album du groupe, 6th Otakebi Album, qui sort un mois plus tard. Otakebi Boy Wao! sert de thème de fin à la série anime Inazuma Eleven, comme les précédents titres du groupe : Seishun Bus Guide et Ryūsei Boy. Tomodachi wa Tomodachi Nanda! figurera aussi sur la compilation Berryz Kōbō Special Best Vol.2 de 2014.

## Formation
Membres créditées sur le single :
- Saki Shimizu
- Momoko Tsugunaga
- Chinami Tokunaga
- Māsa Sudō
- Miyabi Natsuyaki
- Yurina Kumai
- Risako Sugaya

## Liste des titres
Single CD
1. Otakebi Boy Wao! (雄叫びボーイ WAO!?)
2. Tomodachi wa Tomodachi Nanda! (友達は友達なんだ!?)
3. Otakebi Boy Wao! (Instrumental) (雄叫びボーイ WAO!...?)
4. Tomodachi wa Tomodachi Nanda! (Instrumental) (友達は友達なんだ!...?)

DVD de l'édition limitée "A"
1. Otakebi Boy Wao! (Close-up Ver.) (雄叫びボーイ WAO!...?)

DVD de l'édition limitée "B"
1. Tomodachi wa Tomodachi Nanda! (Dance Shot Ver.) (友達は友達なんだ!...?)

Single V de Otakebi Boy Wao!
1. Otakebi Boy Wao! (雄叫びボーイ WAO!?)
2. Otakebi Boy Wao! (Dance Shot Ver.) (雄叫びボーイ WAO!...?)
3. Making Eizô (メイキング映像?) (Making of)